# Провулок Юних Ленінців
Прову́лок Ю́них Ле́нінців — зниклий провулок, що існував у Дніпровському районі міста Києва, місцевість Микільська слобідка. Пролягав від Броварського проспекту до вулиці Стефаника. 
Прилучалася вулиця Юних Ленінців.

## Історія
Провулок виник у першій половині XX століття (у 1920-х — на початку 1930-х років), на карті міста 1935 року підписаний під такою ж назвою. На карті 1943 року — як частина Хортицької вулиці. Ліквідований на межі 1980–90-х років у зв'язку зі знесенням старої забудови Микільської слобідки.